# 무역관련투자조치
무역관련투자조치(Agreement on Trade Related Investment Measures, TRIMs)는 산업정책의 일환으로 외국투자자에게 적용되는 국내규제에 관한 규정이다. 세계무역기구 설립당시 설립의 기초가 되는 협정중 하나였다. 자국기업에 혜택을 주고 외국기업 투자자를 차별하는 것을 제한하는 것을 취지로 한다.